# 雷山石杉
雷山石杉（学名：Huperzia leishanensis）为石杉科石杉属下的一个种。

## 扩展阅读
- 維基物種上的相關：雷山石杉